# Константін Радулеску (стадіон)
«Стадіонул доктор Константін Радулеску» (рум. Stadionul Dr. Constantin Rădulescu) — футбольний стадіон у місті Клуж-Напока, Румунія, домашня арена ФК «ЧФР Клуж».

## Історія
Стадіон побудований та відкритий у 1973 році потужністю 10 000 глядачів. 2004 року оновлено газон, систему освітлення та підтрибунні приміщення. У 2008 році, після виходу «ЧФР Клуж» до кваліфікаційного раунду Ліги чемпіонів УЄФА, арену реконструйовано та розширено, у результаті чого приведено до вимог УЄФА. Потужність збільшено до 23 500 глядачів. Планується подальше розширення стадіону за рахунок добудови північної трибуни, що збільшить потужність на 2 000 місць.
Арені присвоєно ім'я видатного румунського футболіста, тренера та футбольного функціонера доктора Константіна Радулеску.
У червні 2023 року тут відбудуться ігри молодіжного чемпіонату Європи з футболу.